# 交響曲第40番 (ハイドン)
交響曲第40番 ヘ長調 Hob. I:40 は、フランツ・ヨーゼフ・ハイドンが1763年に作曲した交響曲。

## 概要
前後の番号の曲は1768年頃の作品だが、この曲は自筆原稿が存在し、実際には第12番や第13番と同じ1763年の作品であることがわかっている。ただし、ジェームズ・ウェブスターによると各楽章が異なるスタイルを持っており、紙の種類も異なることから、本来別々に作曲された曲をまとめて交響曲に仕立てたパスティッチョである可能性がある。

## 編成
オーボエ2、ホルン2、第1ヴァイオリン、第2ヴァイオリン、ヴィオラ、低音（チェロ、コントラバス、ファゴット）。

## 曲の構成
全4楽章、演奏時間は約18分。終楽章がフーガになっており、ハイドンが早くから対位法に興味を持っていたことがわかる。
- 第1楽章 アレグロ
ヘ長調、4分の3拍子、ソナタ形式。

低音楽器による8分音符の刻みの上でヴァイオリンが穏やかな主題を演奏する。

- 第2楽章 アンダンテ・ピウ・トスト・アレグレット
変ロ長調、4分の2拍子、ソナタ形式。

弦楽器のみにより、全曲にわたってヴィオラと低音によるスタッカートの8分音符の伴奏の上でヴァイオリンが旋律を演奏する、2声部のみの音楽である。

- 第3楽章 メヌエット - トリオ
ヘ長調、4分の3拍子。
メヌエット主部はオーボエを重ねたヴァイオリンが旋律を演奏する。トリオ部分はホルンとオーボエが旋律楽器として活躍する。

- 第4楽章 フィナーレ＝フーガ：アレグロ
ヘ長調、2分の2拍子。

4度の下降音程ではじまる軽快なフーガの主題が最初第2ヴァイオリンに現れ、ついで第1ヴァイオリン（ただしこちらは5度下がっている）、ホルンと呼応していく。